# Borsa (accessorio)

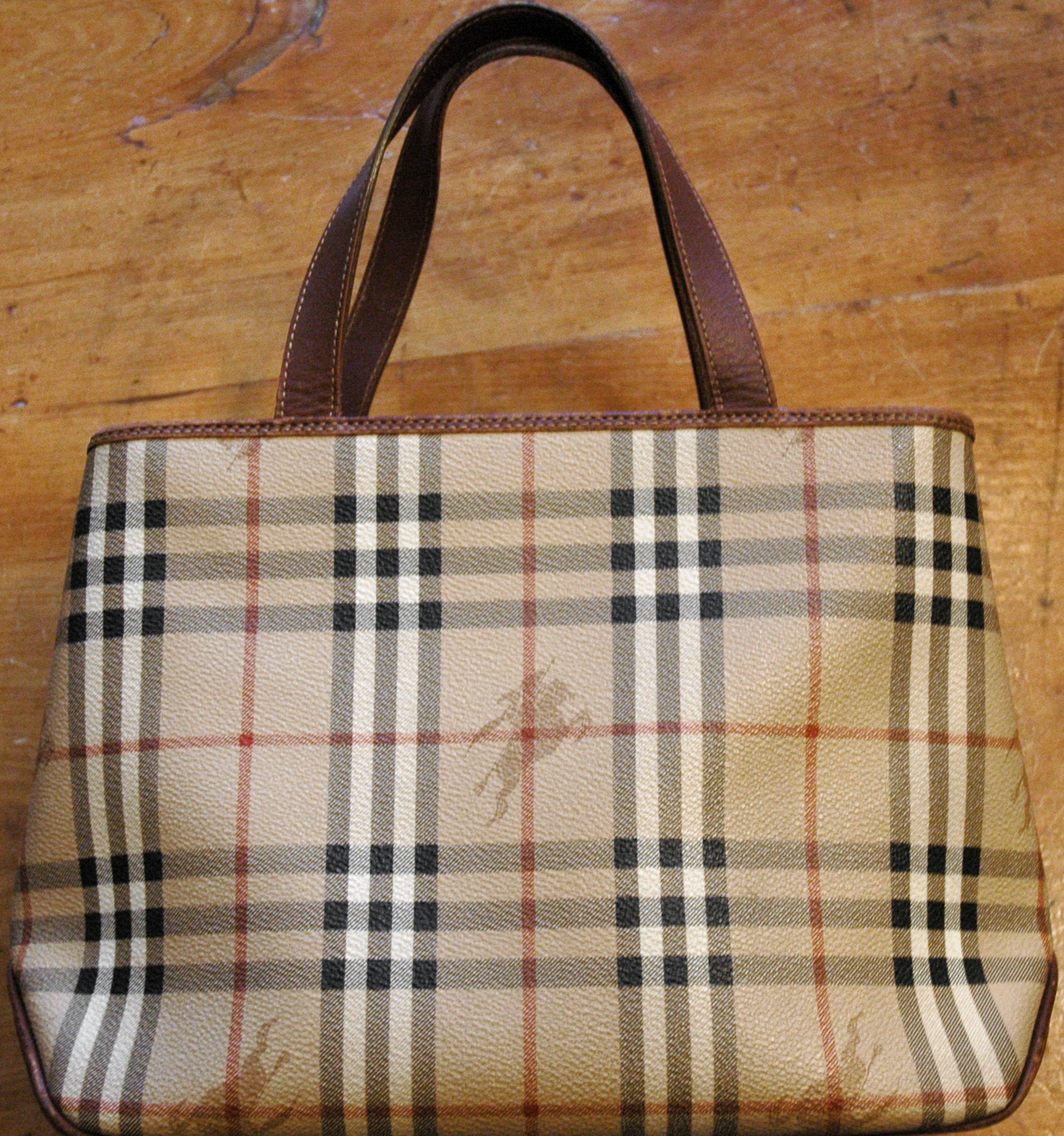
Una borsetta femminile in pelle.

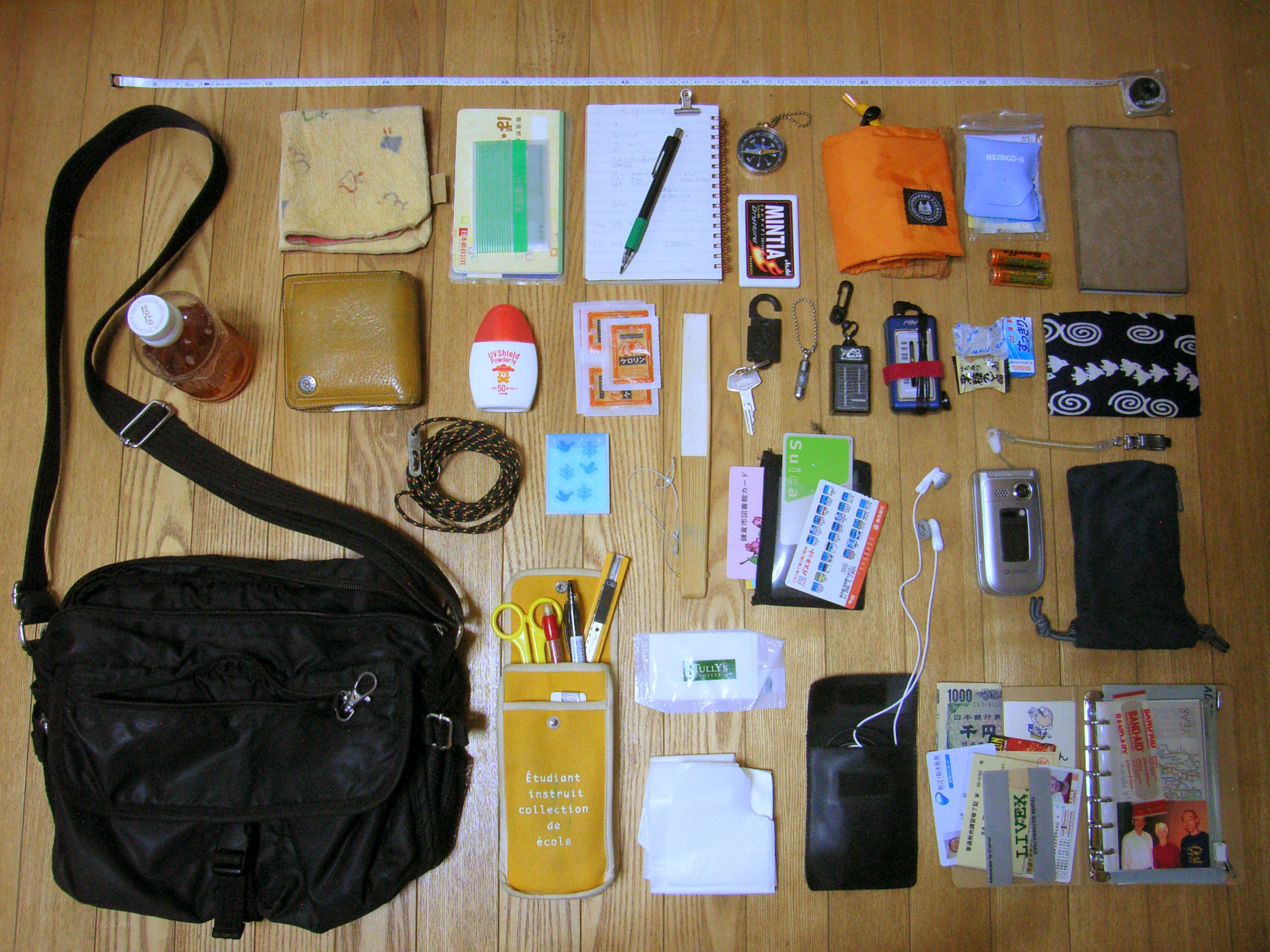
Esempio di oggetti trasportati in una borsa.

Una borsa è un contenitore utilizzato solitamente per custodire o trasportare piccoli oggetti d'uso quotidiano. Le borse sono generalmente realizzate in materiali non rigidi, quali cuoio, carta, tessuto, plastica sottile o di altri materiali flessibili. Una borsa può avere almeno uno o due manici, può possedere un meccanismo di chiusura quale può essere una chiusura lampo, un meccanismo a scatto etc, o semplicemente può essere chiusa piegandosi (per esempio nel caso di un portafoglio).

## Origine del nome
La parola borsa deriva dalla parola gallese sac e dal turco sak, che si riferisce a un panno ruvido fatto di pelo di capra. In inglese, la parola bag prende il nome dal termine baga, che in provenzale si riferisce a tutto ciò che riguarda i bagagli.
Il termine borsetta ha la sua origine in kibisis, la borsetta dei viaggiatori.

## Storia
Nell'antico Egitto, le borse venivano utilizzate per trasportare oggetti personali come trucchi, gioielli e amuleti. Queste borse erano spesso realizzate con materiali più pregiati come lino, pelle di animali e seta, e venivano decorate con ricami e pietre preziose.
Durante il periodo romano, le borse assumevano anche una connotazione di status sociale e venivano utilizzate principalmente dalle classi più elevate. Erano realizzate in pelle o tessuto pregiato e venivano spesso decorati con ricchi dettagli e gioielli. Queste borsette venivano utilizzate come simbolo di ricchezza e status sociale.
Nel corso del medioevo, le borse subirono un cambiamento significativo nel loro design e funzionalità. Diventarono più piccole e si trasformarono in piccole borsette da appenderle alla cintura o alla tasca dei vestiti. Svolgevano la funzione di portamonete e venivano spesso realizzate in pelle o in tessuto.
Con il passare dei secoli, le borse sono diventate sempre più popolari in tutto il mondo e hanno subito molti cambiamenti nel loro design e utilizzo. Nel corso del XVIII e XIX secolo, le borse divennero molto popolari tra le donne dell'alta società europea. Erano realizzate con materiali più leggeri come seta e velluto, e venivano spesso ornate con ricami e pizzi.
Nel corso del XX secolo, le borsette hanno continuato a evolversi per rispondere alle esigenze e ai gusti sempre cambianti della moda. Sono diventate più pratiche e funzionali, con l'introduzione di manici e chiusure lampo. Negli anni '50 e '60, le borse sono diventate una parte importante dell'abbigliamento delle donne, riflettendo stili e tendenze culturali dell'epoca.

## Tipologie
Una borsa può essere di varie forme e dimensioni, sebbene nell'accezione comune del termine con questo si indichino principalmente quelle di piccole dimensioni, dette anche:
- borsette, che possono essere agevolmente trasportate con una mano sola e che costituiscono un importante accessorio della moda femminile[8];
- borselli per quella maschile[9].

| Tipo                                         | Descrizione |
| -------------------------------------------- | --- |
| chatelaine                                   | borsa porta oggetti a catena metallica |
| poche                                        | borsa lunga e piatta |
| borsellino o portamonete                     | piccolo contenitore per denaro o monete |
| zaino                                        | particolare sacca che fatta per essere caricata sulle spalle di una persona tramite due apposite fasce                                                                                             |
| sacchetti di carta e di plastica Usa e getta | contenitori economici pratici per il commercio al dettaglio ed utilizzati dagli avventori per trasportare gli oggetti acquistati nei negozi                                                        |
| tascapane                                    | la sacca a tracolla del soldato atta a tenervi il pane. |
| pochette                                     | piccola borsetta da donna |
| borsello                                     | borsa da uomo con tracolla |
| coffa                                        | borsa a forma di cesta tipica della Sicilia, realizzata intrecciando foglie di palma nana |
| protettive antiurto                          | pensate per proteggere strumentazioni delicate come oggetti elettronici o accessori fotografici |
| borsa a mano                                 | borsa da donna di medie dimensioni |
| borsa hobo                                   | caratterizzato da una forma a mezzaluna sotto il manico per il modo in cui si piega quando viene posato o trasportato                                                                              |
| borsa di tela                                | di forma rettangolare realizzata con materiali come tela o pelle |
| borsa a tracolla                             | con lati piatti e arrotondati a chiusura superiore con zip |
| cartella                                     | borsa rettangolare con patta che si chiude sul davanti con fibbia singola o doppia |
| borsa da medico                              | hanno una cornice nella parte superiore e una inferiore piatta e sono piuttosto capienti |
| borsa per laptop                             | ha scomparti per trasportare un laptop e i suoi accessori |
| borsa a secchiello                           | ha un fondo piatto, una chiusura scorrevole e manici lunghi |
| borsa a bombetta                             | simile ad una borsa da bowling |
| wristlet                                     | una piccola borsa con una tracolla corta che ricorda un braccialetto |
| marsupio                                     | una piccola borsa scorrevole pensata per trasportare piccoli oggetti |
| clutch                                       | una borsa sottile e piatta pensata per essere tenuta in mano, senza manici o tracolla |
| borsa da sella                               | borse con patta e lunghe cinghie a tracolla; sembrano le borse che si appendevano in passato alla sella di un cavallo, da cui il nome. Alcune borse da sella possono essere attaccate a biciclette |
| borsa da spiaggia                            | borse impermeabili in plastica pensate per essere utilizzate per trasportare oggetti in spiaggia                                                                                                   |
| minaudiere                                   | hanno un telaio incernierato e chiusura superiore. Di solito sono tempestati di perline, cristalli e talvolta hanno una tracolla                                                                   |
| borsa della spesa                            | di solito sono fatte di stoffa o plastica per trasportare alimenti e altro |
| borsa con coulisse                           | hanno una chiusura di tipo coulisse sulla parte superiore |
| borsa per make up                            | si tratta di piccole borse con chiusura a zip usata per trasportare cosmetici |
| borsa pieghevole                             | in questo tipo di borsa la parte superiore della borsa si ripiega su se stessa |
| borsa per fotocamere e telecamere            | si tratta di borse con scomparti interni per trasportare gli accessori forniti con la fotocamera e la videocamera                                                                                  |
| borsa per baguette                           | si tratta di una piccola borsa compatta con tracolla corta, resa famosa dal brand Fendi. La baguette è un tipo di pane lungo e stretto; questa borsa prende il nome da esso                        |
| borsa a botte                                | una grande borsa cilindrica, nota anche come borsa da palestra |
| borsa a cestino                              | queste borse hanno un fondo piatto e sembrano un cestino |
| borsa Kelly                                  | borsa in pelle che sembra una cartella con un particolare tipo di chiusura in metallo nella parte anteriore; di solito è usata per scopi commerciali                                               |
| borsa per il pranzo                          | borsa destinata al trasporto di un pasto |

## Galleria d'immagini

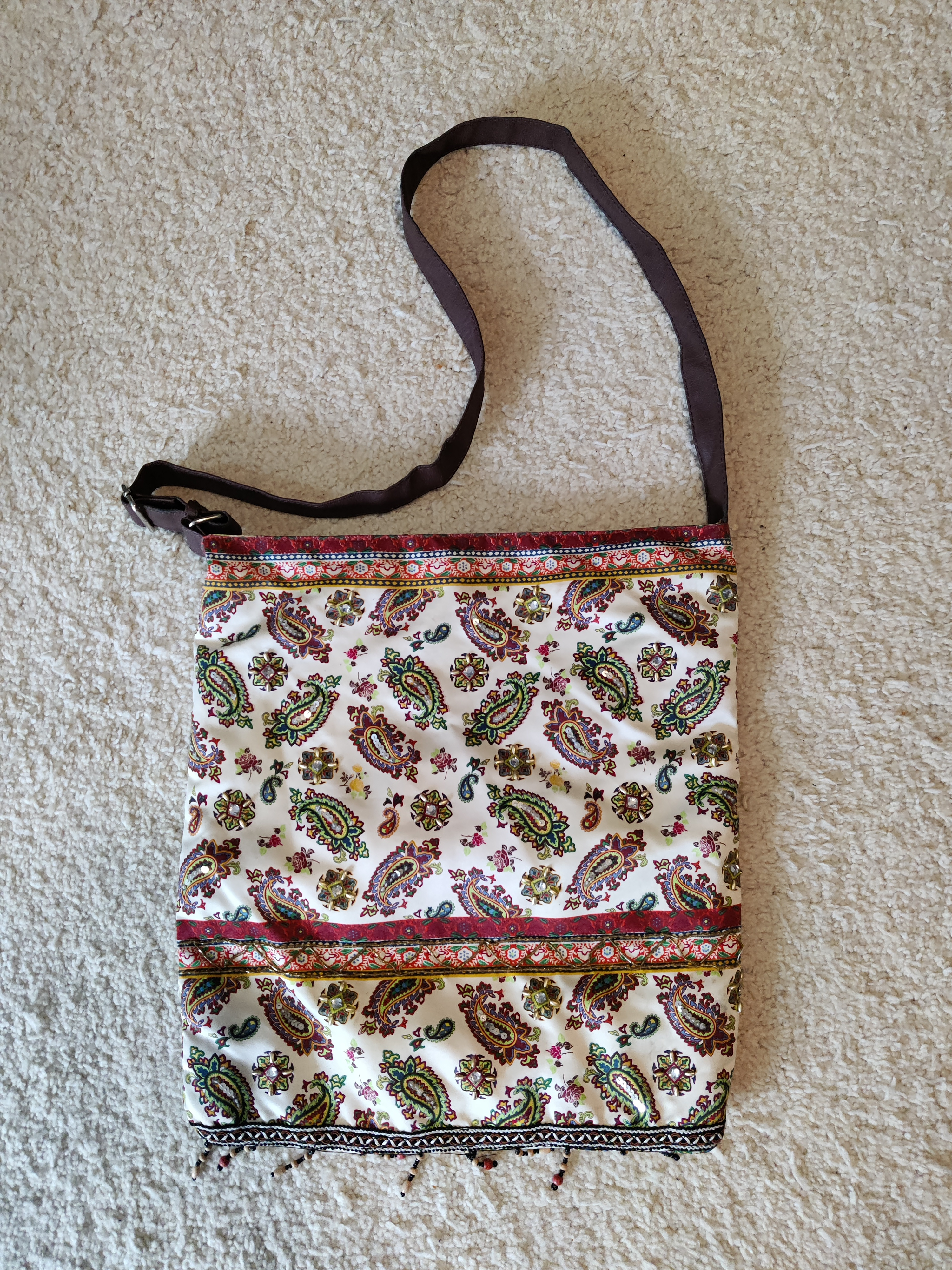
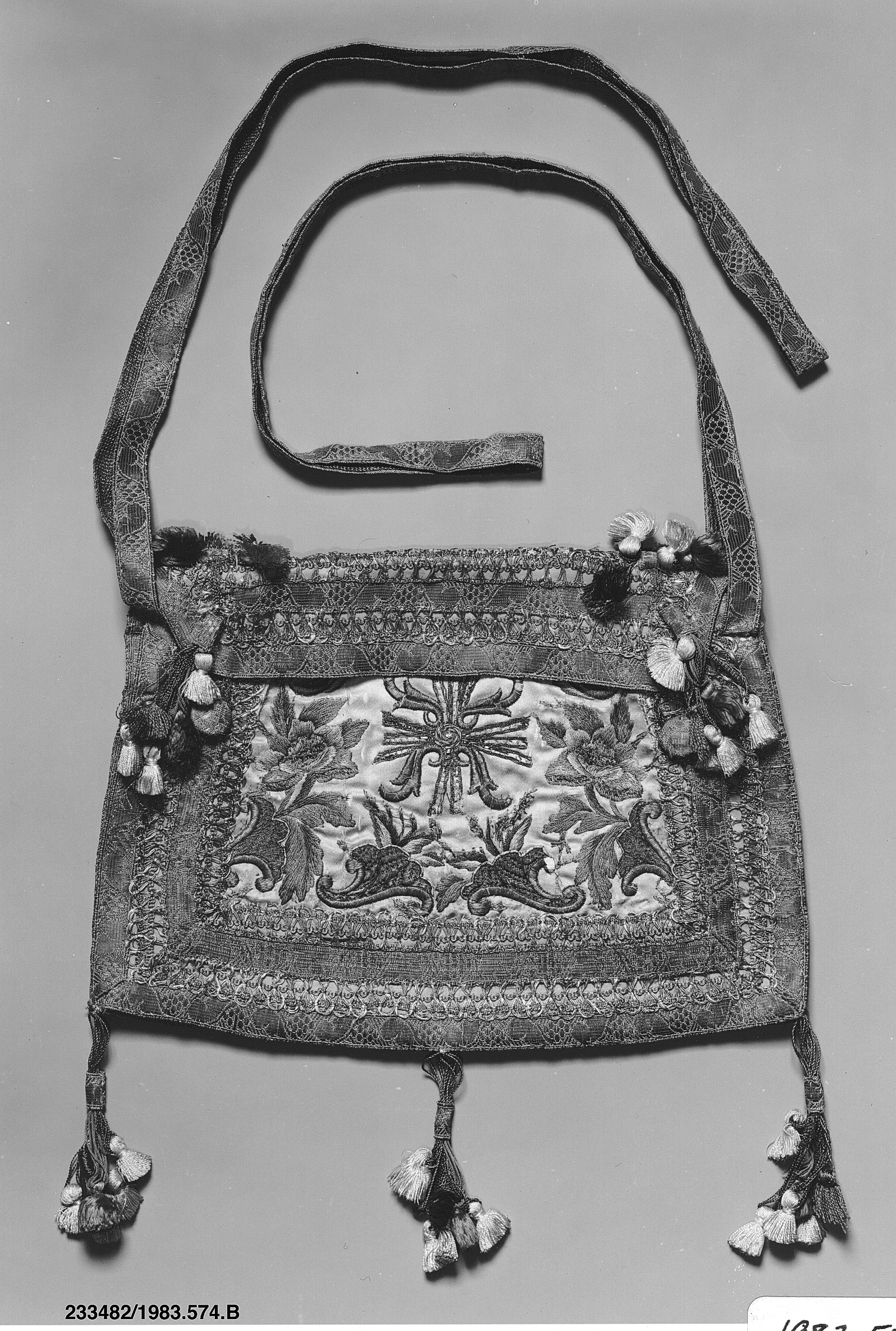
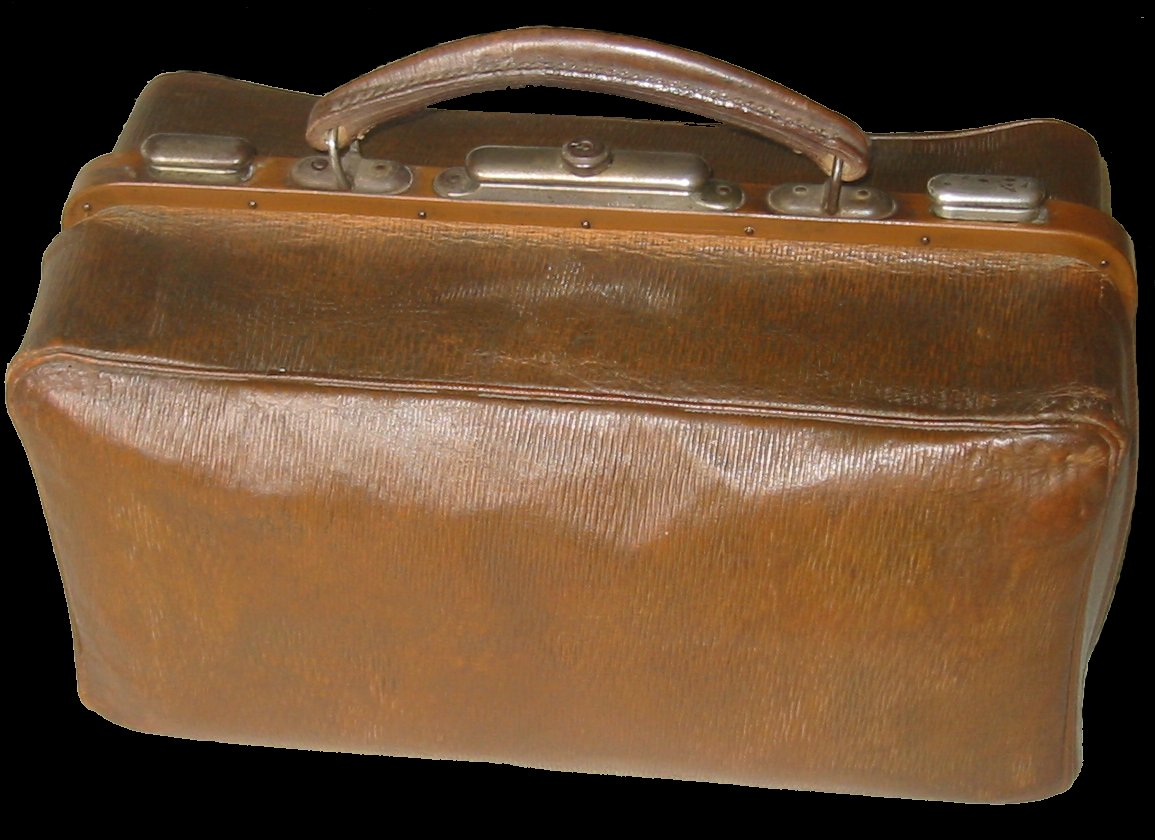
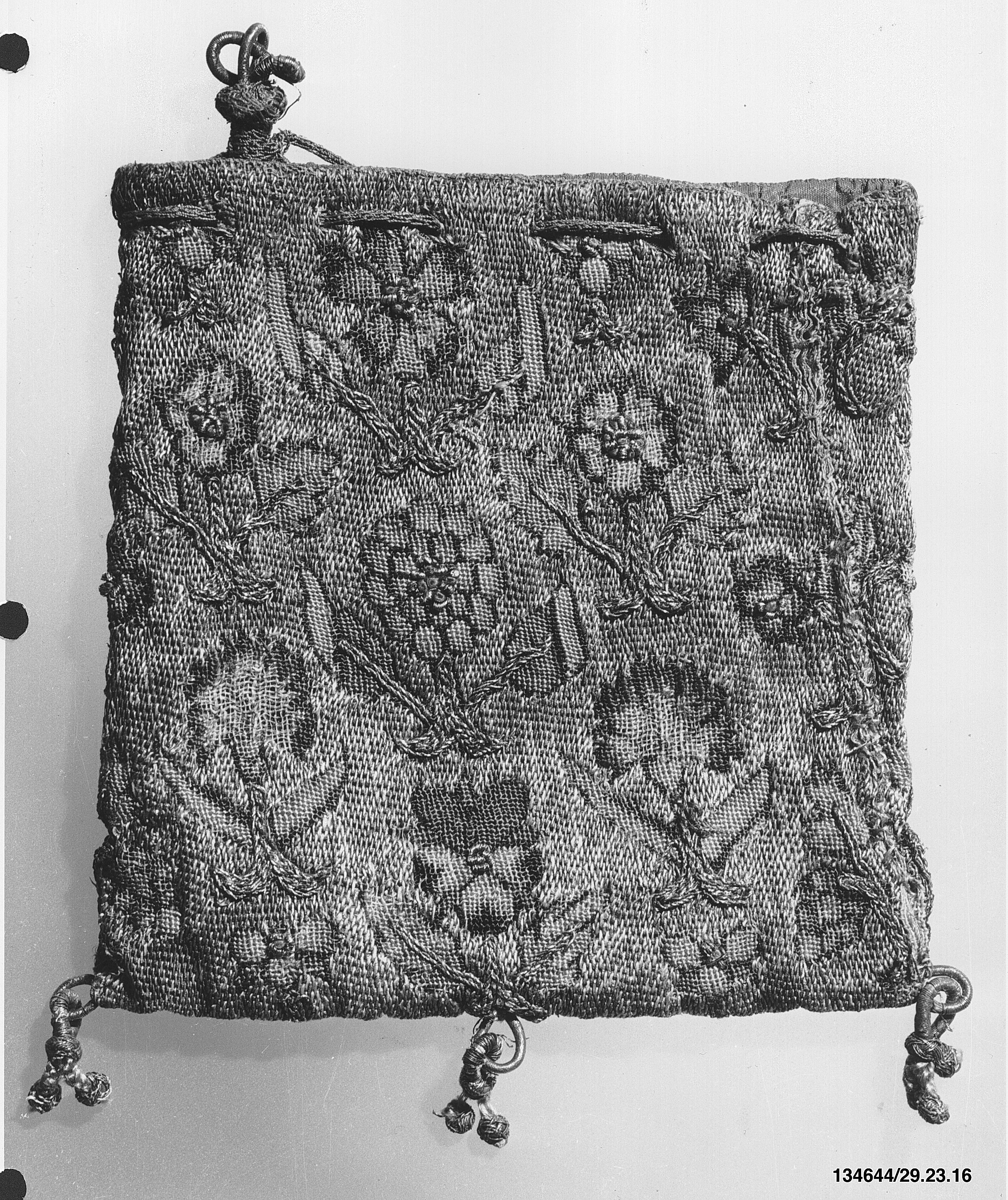
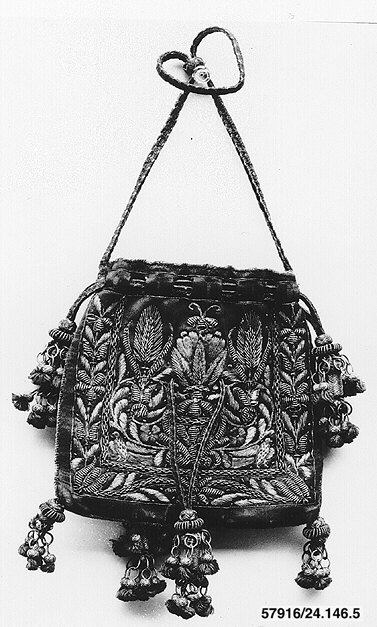
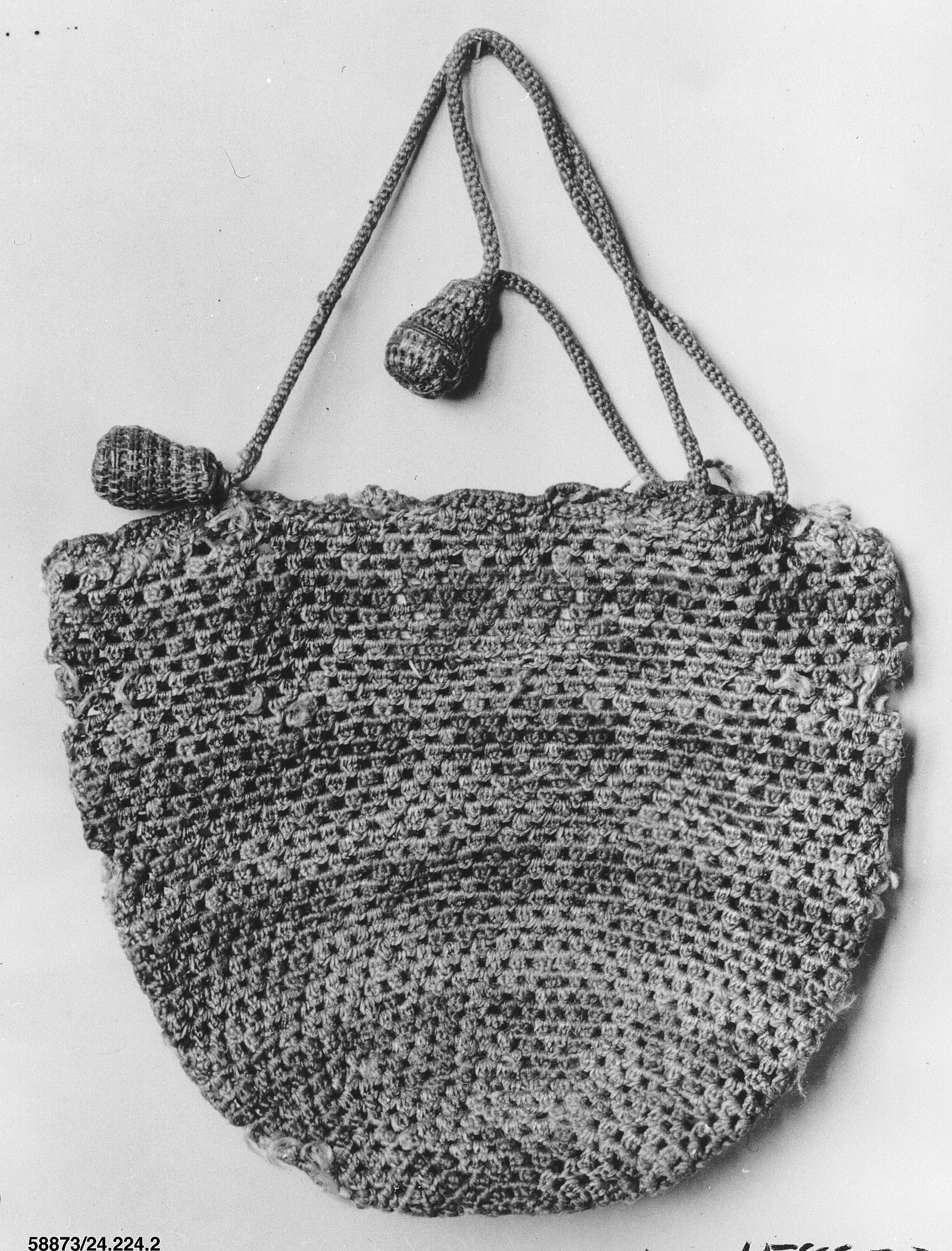
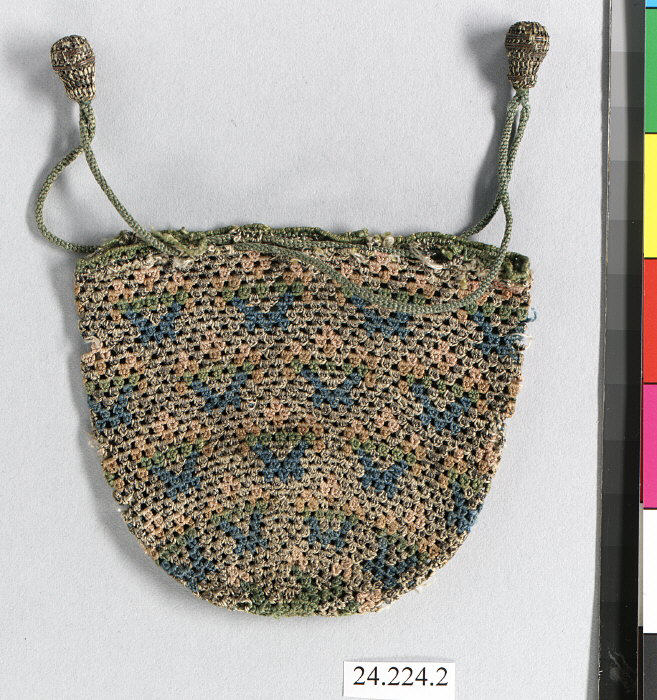
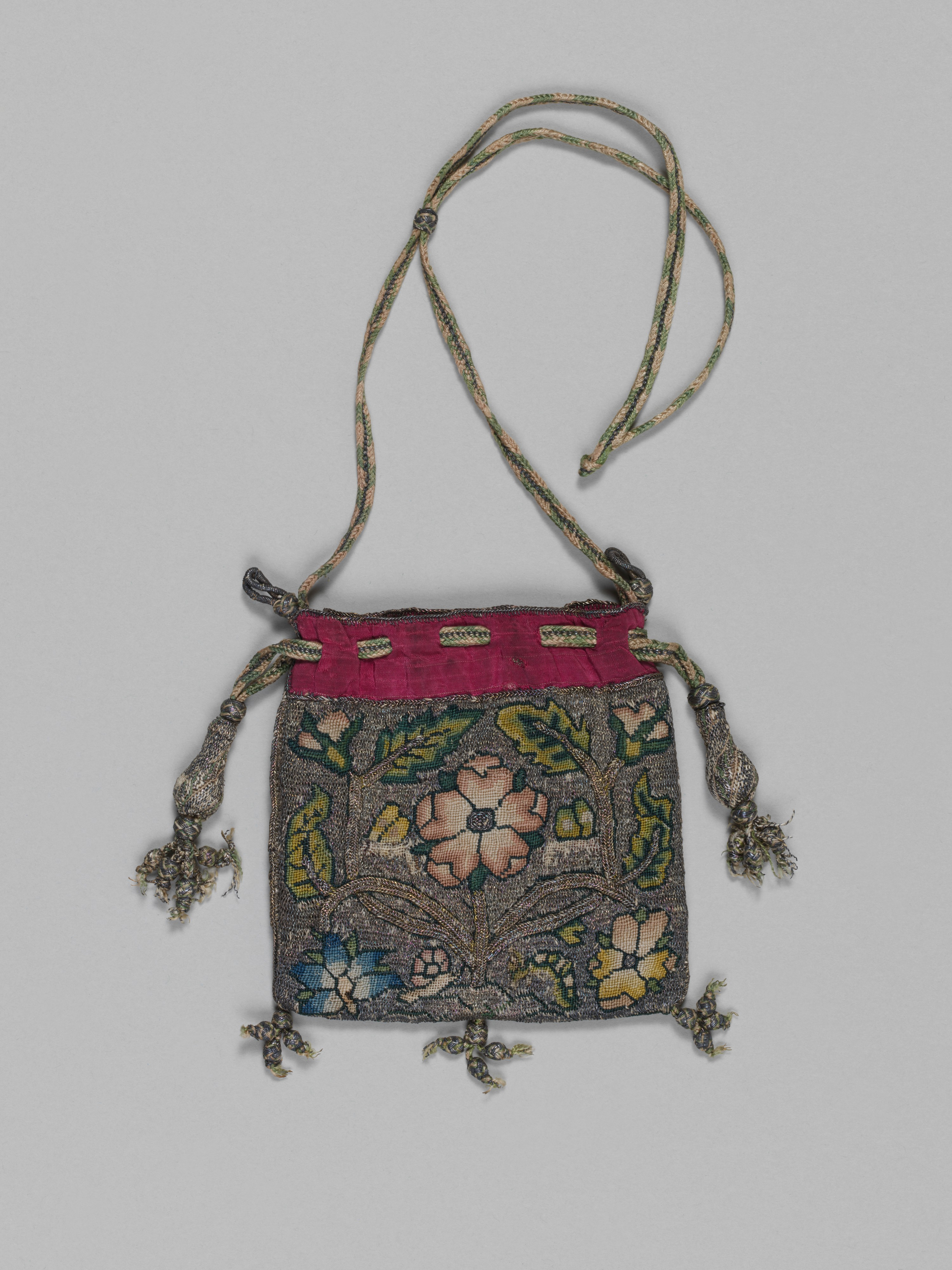